# 球場路
球場路（Qiuchang Rd.）為高雄市鳥松區大華里到三民區的重要道路，起端於高雄高爾夫球場入口停車場前，沿著球場路至本館路口銜接三民區建工路。而順著圓山路方向經圓山大飯店可通往澄清湖、長庚醫院。

## 行經行政區域
- 鳥松區

## 沿線設施
（由北至南）
- 高雄高爾夫球場
- 高雄澄清湖圓山大飯店
- Lucky Motel-汽車旅館
- 大華龍虎宮

## 公車資訊
- 高雄客運
  - 8008 高雄火車站－澄清湖－岡山
  - 8009 高雄火車站－澄清湖－旗山
  - 8021 鳳山－彌陀
  - 8041 林園－鳳山－澄清湖－岡山－茄萣
- 統聯客運（市區公車）
  - 53 建軍站－果菜市場－高雄火車站

## 相關連結
- 高雄市主要道路列表